# Madison Iseman
Madison Iseman (ur. 14 lutego 1997 w Myrtle Beach) – amerykańska aktorka, która wystąpiła m.in. w filmie Jumanji: Przygoda w dżungli i jego sequelu.

## Filmografia

### Filmy
| Rok  | Tytuł                         | Rola           | Uwagi                 |
| ---- | ----------------------------- | -------------- | --------------------- |
| 2013 | Second Chances                | Charity        |                       |
| 2013 | She Will Be Free              | Sam            | krótkometr.           |
| 2013 | Ticket to the Haunted Mansion | Vickey         | krótkometr.           |
| 2014 | Miss Virginia                 | Nadia          | krótkometr.           |
| 2015 | Despair Sessions              | Veronica       |                       |
| 2015 | The Better Half               | Heather        |                       |
| 2015 | Tales of Halloween            | Lizzy          | Segment "Sweet Tooth" |
| 2015 | Mali pogromcy duchów          | Brandy         |                       |
| 2016 | Marriage of Lies              | Kinna          |                       |
| 2016 | Penguin Flu                   | Beyonce        | krótkometr.           |
| 2016 | Laid in America               | Kaylee         |                       |
| 2016 | 48 Hours to Live              | młoda Sherilyn |                       |
| 2017 | Liza, Liza, Skies Are Grey    | Nancy          |                       |
| 2017 | Jumanji: Przygoda w dżungli   | Bethany Walker |                       |
| 2017 | Beauty Mark                   | Pam            |                       |
| 2018 | Gęsia skórka 2                | Sarah Quinn    |                       |
| 2019 | Annabelle wraca do domu       | Mary Ellen     |                       |
| 2019 | Jumanji: Następny poziom      | Bethany Walker |                       |
| 2019 | Riot Girls                    | Nat            |                       |
| 2019 | Feast of the Seven Fishes     | Beth           |                       |
| 2020 | The Fox Hunter                | Lily O'Connor  |                       |
| 2020 | Lista priorytetów             | Kayla Pierce   |                       |
| 2020 | Chmury                        | Amy            |                       |
| 2020 | Nokturn                       | Vivian         |                       |
| 2021 | Tożsamość strachu             | Rain           |                       |
| 2023 | Rycerze Zodiaku               | Sienna         |                       |
| 2024 | Witchboard                    | Emily          |                       |

### Telewizja
| Rok       | Tytuł                   | Rola               | Uwagi                        |
| --------- | ----------------------- | ------------------ | ---------------------------- |
| 2014      | Współczesna rodzina     | Sam                | 1 odcinek                    |
| 2015      | The Social Experiment   | Kaysee             | serial internetowy; gł. rola |
| 2015      | Niebezpieczny Henryk    | Veronica           | 3 odc.                       |
| 2015      | Kirby Buckets           | Rebecca Vanderbuff | 1 odc.                       |
| 2016      | The Real O’Neals        | Madison            | 1 odc.                       |
| 2016      | Those Who Can't         | Becky Cosgrove     | 3 odc.                       |
| 2016      | I Know Where Lizzie Is  | Lizzie Holden      | film TV                      |
| 2016      | Killer Coach            | Emily              | film TV                      |
| 2016–2017 | Still the King          | Charlotte          | gł. rola                     |
| 2017      | The Rachels             | Rachel Nelson      | film TV                      |
| 2021      | Koszmar minionego lata  | Lennon / Allison   | gł. rola                     |
| 2022      | American Horror Stories | Sam                | 1 odc.                       |